# Atlantosaurus
Atlantosaurus („Atlasův ještěr“) je pochybný rod obřího sauropodního dinosaura z čeledi Diplodocidae. Žil v období pozdní jury, asi před 155 až 150 miliony let, na území západu dnešní Severní Ameriky. Na základě velikosti jednotlivých fosilních kostí lze usuzovat, že dosahoval délky přes 20 metrů a hmotnosti nejméně 20 až 30 metrických tun.

## Historie objevu

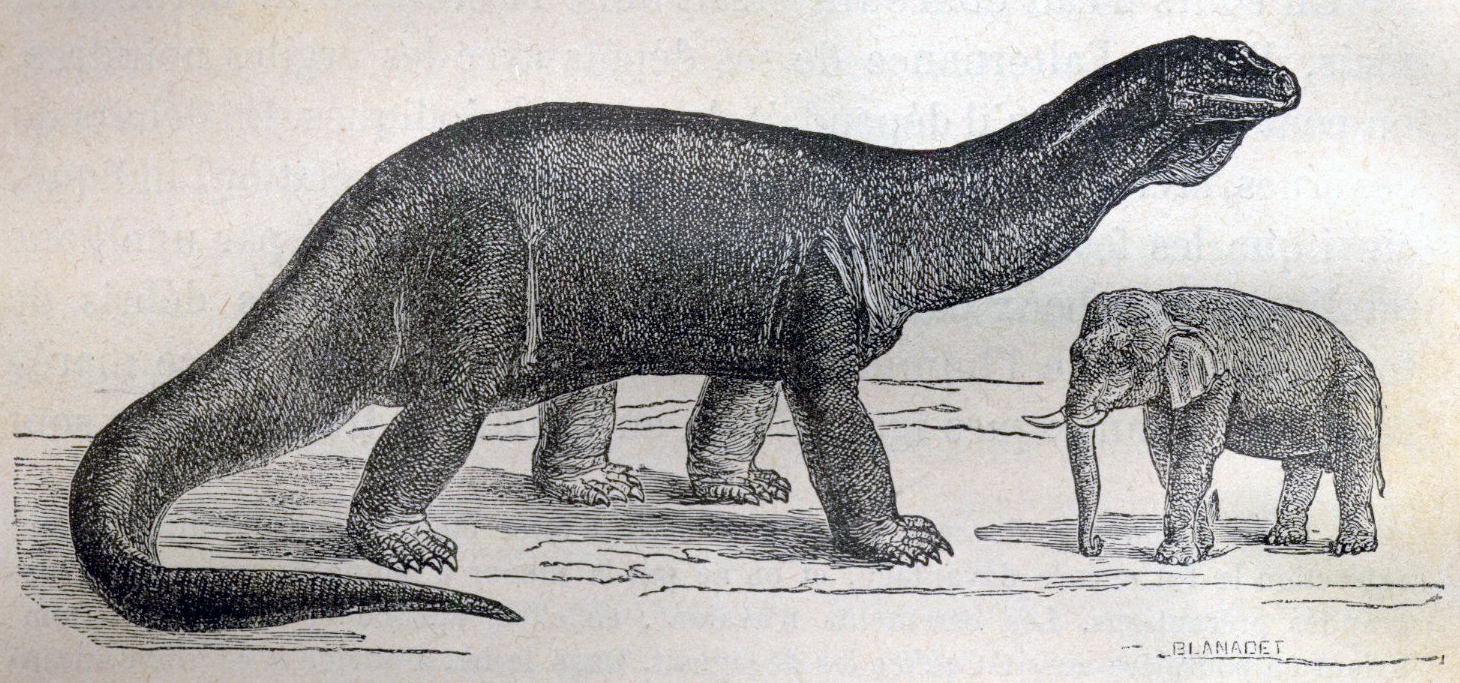
Zastaralá skica atlantosaura ve velikostním porovnání se slonem.

Byl vědecky popsán roku 1877 americkým paleontologem O. C. Marshem na základě fosilií, objevených ve vrstvách morrisonského souvrství na území státu Colorado. První exemplář objevil učitel a příležitostný sběratel fosilií Arthur Lakes, který materiál zaslal k určení Marshovi na počátku období tzv. Válek o kosti. Marsh jej potom popsal jako nový druh rodu Titanosaurus, T. montanus. Brzy si ale uvědomil odlišnost nového materiálu a přisoudil mu vlastní rodové jméno Atlantosaurus.

## Systematické zařazení
Tento sauropod byl blízce příbuzný rodům Apatosaurus a Brontosaurus, nevíme ale s jistotou, zda jde ve skutečnosti o odlišný rod nebo jen o dalšího zástupce jednoho z těchto rodů. Proto je dnes Atlantosaurus obecně považován za nomen dubium (pochybné vědecké jméno).